# Charles Edmund Boyle
Charles Edmund Boyle (* 4. Februar 1836 in Uniontown, Fayette County, Pennsylvania; † 15. Dezember 1888 in Seattle, Washington-Territorium) war ein US-amerikanischer Politiker. Zwischen 1883 und 1887 vertrat er den Bundesstaat Pennsylvania im US-Repräsentantenhaus.

## Werdegang
Charles Boyle besuchte die öffentlichen Schulen seiner Heimat und das Waynesburg College. Nach einem anschließenden Jurastudium und seiner 1861 erfolgten Zulassung als Rechtsanwalt begann er in diesem Beruf zu arbeiten. Im Jahr 1862 wurde er zum Bezirksstaatsanwalt im Fayette County gewählt. Gleichzeitig schlug er als Mitglied der Demokratischen Partei eine politische Laufbahn ein. Zwischen 1865 und 1866 saß er als Abgeordneter im Repräsentantenhaus von Pennsylvania; in den Jahren 1867 und 1871 war er Vorsitzender der jeweiligen regionalen demokratischen Parteitage in Pennsylvania.
Bei den Kongresswahlen des Jahres 1882 wurde Boyle im 21. Wahlbezirk von Pennsylvania in das US-Repräsentantenhaus in Washington, D.C. gewählt, wo er am 4. März 1883 die Nachfolge von Morgan Ringland Wise antrat. Nach einer Wiederwahl konnte er bis zum 3. März 1887 zwei Legislaturperioden im Kongress absolvieren. Im Jahr 1886 verzichtete er auf eine weitere Kandidatur. Im September 1888 wurde Boyle zum Richter im Washington-Territorium ernannt. Dieses Amt übte er bis zu seinem Tod am 15. Dezember desselben Jahres aus. Er wurde in seinem Geburtsort Uniontown beigesetzt.